# Hondsviooltjesmot
De hondsviooltjesmot (Pancalia schwarzella) is een vlinder uit de familie prachtmotten (Cosmopterigidae). De wetenschappelijke naam is voor het eerst geldig gepubliceerd in 1798 door Fabricius.
De soort komt voor in Europa.